# 21-й специальный батальон
21-й специальный батальон (фин. Erillinen Pataljoona), известный также как Чёрная стрела (фин. Musta Nuoli) и Отряд Пярми (фин. Osasto Pärmi) — специальное формирование вооружённых сил Финляндии, участвовавшее в войне против СССР в 1941—1944 годах.

## История
Батальон был образован 28 августа 1941 года как часть резерва финских сухопутных частей в преддверии кампании в Советском Союзе. Подчинялся 26-му пехотному полку. В его составе было 550 человек, большинство из которых были советскими военнопленными и перебежчиками или же финскими уголовниками из тюрем Сукева и Пельсо. Среди солдат батальона были 25 бывших командиров РККА. Первым командиром батальона стал майор Никке Пярми.
Батальон начал боевые действия осенью 1941 года, напав на деревню Чёбино. 3 ноября батальон занял деревню и получил личную благодарность от маршала Маннергейма. Вместе с тем из батальона началось массовое дезертирство: так, в городе Рийхимяки, откуда батальон отправлялся на фронт, остались семеро финских солдат во главе с коммунистом Юрьё Лейно. Ещё 80 солдат сбежали в первую же неделю из батальона. Те, кто сдались в плен, были отправлены специально на допрос к Тойво Антикайнену, деятелю компартии Финляндии и депутату Верховного Совета СССР, который отбирал из них наиболее пригодных для службы в ВДВ.
Раздосадованный Пярми изгнал из батальона всех бывших перебежчиков (около 200 человек) и оставил только уголовников, которым доверял куда больше. Обновлённый состав батальона беспрекословно выполнял все указания и заслужил прозвища «Чёрная стрела» (фин. Musta Nuoli) и «Дьяволы Пярми» (фин. Pärmin pirut).
Батальон участвовал в боях за деревни Карельской ССР, а также выполнял охранные функции. Вскоре Пярми оставил батальон, а место командира занял капитан Арво Картано. Батальон был расквартирован в Олонце и вынужден был охранять участок протяжённостью 20 километров. Однако Картано в июне 1943 года был уволен с должности командира батальона за отвратительное обращение как с пленными, так и с собственными подчинёнными. Спустя год, когда советско-финская война окончилась, батальон был расформирован.